# Spriggina
Spriggina – rodzaj wymarłego zwierzęcia występującego w ediakarze. Posiadało segmentowane ciało osiągające kilka centymetrów długości. Istnieją przypuszczenia, że Spriggina był drapieżnikiem. Na spodniej części ciała miał dwa rzędy ciężkich płyt, natomiast jego wierzch pokrywał jeden rząd. Kilka przednich połączonych segmentów tworzyło głowę, na której mogły się znajdować proste oczy i czułki.
Pozycja systematyczna rodzaju Spriggina jest obecnie nieznana. Spekulowana jest jej przynależność do pierścienic, stawonogów, parzydełkowców lub nawet szkarłupni. Prawdopodobnie jest krewnym lub przodkiem trylobitów. Klasyfikację utrudnia brak nóg lub płetw.

## Dane podstawowe
Cechy Spriggina floundersi:
pokrycie ciała: pseudopierścienie;
głowa: brak prawdziwej głowy;
uzębienie: brak;
szyja: brak;
kończyny przednie: brak;
kończyny tylne: brak;
ogon: brak;
inne: przypomina robaka

Wymiary średnie:
długość ciała ok. 7 cm;
wysokość ok. 1 cm;
masa 100–200 g.
Pożywienie:: glony
Okres występowania: neoproterozoik, ok. 570 mln lat temu.
Biotop: dno oceanu.
Znaczenie nazwy:
Spriggina – od drugiego odkrywcy R.C. Sprigga